# ييد (الصومال)
ييد (بالصومالية: Yeed)‏ مدينة تابعة محافظة بكول جنوب غرب الصومال، وهي مركز مقاطعة ييد.